# Ritratto di un attore
Ritratto di un attore (in russo Портрет актера) è un dipinto ad olio su tela (105,5x81 cm) di Domenico Fetti, databile al 1621 o 1622 e conservato nel Museo dell'Ermitage di San Pietroburgo, in Russia. È stato probabilmente eseguito a Mantova. Il personaggio, che tiene tra le mani una maschera da teatro, potrebbe essere un attore della commedia dell'arte, Tristano Martinelli o Francesco Andreini. Esiste una copia del ritratto di un artista non identificato nella Gallerie dell'Accademia a Venezia.